# Divara van Haarlem
Divara van Haarlem (Haarlem,1511–Münster,7 juli 1535) was een Nederlandse wederdoper, getrouwd met Jan van Leiden en door hem uitgeroepen tot koningin tijdens de anabaptistische opstand in Münster.

## Biografie
Oorspronkelijk afkomstig uit Haarlem, waar haar vader brouwer was, volgde ze de wederdoper Jan Matthijsz van Haarlem naar Münster. In februari 1534 arriveerden Divara en Jan Matthijsz. in Munster, waar volgens Jans profetie met Pasen (5 april 1534) de Heer op aarde zou terug zou keren. 
Zij leefde met hem in concubaat toen hij tijdens het beleg in 1534 sneuvelde in een gevecht buiten de poorten van Münster. Vervolgens trouwde ze enkele maanden na de dood van haar eerste echtgenoot met de profeet Jan van Leiden.
Jan van Leiden maakte zichzelf tot geestelijk en wereldlijk leider van Münster en riep Divara uit tot zijn koningin. 
Divara kreeg kleding, een ketting en een gouden kroon, haar eigen residentie en een hofhouding. Ze leidde de distributie van de communie tijdens de openbare misvieringen met 2.000 à 6.000 mensen op het stadsplein van Münster. 
Jan van Leiden voerde polygamie in en nam, naast Divara, nog een aantal vrouwen. (De meeste verslagen vermelden zijn totale aantal vrouwen op 16).
Divara beviel van een dochter genaamd Averall. 
Na de val van de stad werd Divara samen met vier andere vrouwen onthoofd op 7 juli 1535.

## Varia
Divara – Wasser und Blut is een Duitstalige opera van Azio Corghi. Het libretto was gebaseerd op het toneelstuk Em nome de Deus van José Saramago, dat handelt over Divara en de anabaptistische opstand in Münster van 1534. De opera ging in première in het Theater Münster op 31 oktober 1993. Een opname hiervan is te vinden bij Naxos Records: Divara – Wasser und Blut, Münster Symphony Orchestra, Münster Theater Chorus, Musikverein Chorus, conductor: Will Humburg, 1993.